# Radzięcin
Radzięcin [pronunciación en polaco: /raˈd͡ʑent͡ɕin/] es un pueblo ubicado en el distrito administrativo de Gmina Frampol, dentro del Condado de Biłgoraj, Voivodato de Lublin, en Polonia oriental. Se encuentra aproximadamente a 3 kilómetros al este de Frampol, a 16 kilómetros al norte de Biłgoraj, y a 64 kilómetros al sur de la capital regional Lublin.
El pueblo tiene una población de 746 habitantes.